# Paolino di Pella
Paolino di Pella (in latino Paulinus Pellaeus; Pella, 376 – Marsiglia, 459) è stato un poeta romano.

## Biografia
Paolino nacque nella città di Pella, nella Macedonia II
Salutaris, e visse a Cartagine, a Roma e nella Gallia meridionale, nella fattispecie a Burdigala (odierna Bordeaux), luogo d'origine tra l'altro della famiglia paterna. Infatti, suo padre, Esperto, era un funzionario gallo-romano, che all'epoca della sua nascita ricopriva la carica di prefetto imperiale di Pella, figlio a sua volta del poeta e funzionario imperiale Decimo Magno Ausonio, mentre sua madre era una donna greca.

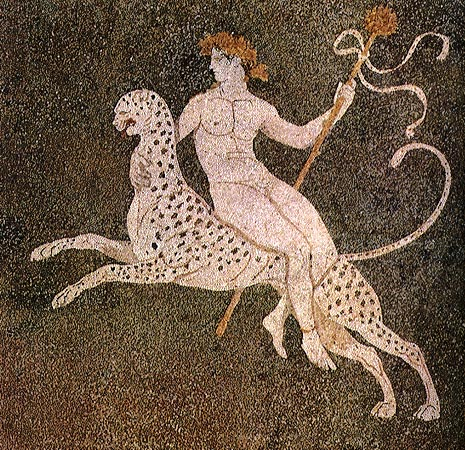
Dioniso, mosaico di Pella (Macedonia)

Dopo una giovanile esistenza segnata da dissipazioni, Paolino si sposò. La morte di suo padre, nel 406, fu seguita da una invasione di barbari nella Gallia meridionale e la sua vita fu attraversata da pericoli e da dissesti finanziari. Nel 414 Prisco Attalo, elevato dai Visigoti alla carica di Imperatore dei Romani (ma storicamente considerato un usurpatore), lo nominò Comes rerum privatarum, esentandolo dall'ospitare i soldati visigoti nelle sue proprietà. Per il rovesciamento della situazione militare, le sue proprietà furono tuttavia devastate e confiscate.
Fu riammesso nella comunità dei cristiani nel 421, dopo aver abbandonato idee contrarie alla fede.
Paolino di Pella scrisse a 83 anni un poemetto autobiografico, in latino, in 616 esametri - per ringraziare e lodare Dio - e lo intitolò Eucharistikos (in greco antico: Εὐχαριστικός?). Nei suoi versi, introdotti da un discorso in prosa, in cui ha raccontato anche episodi cui aveva assistito, egli ha saputo esprimere schiettezza, sincerità di sentimenti religiosi e bontà dell'animo.

### Incipit dell’Eucharistikos
tempora et in seriem deducere gesta dierum
 
ambigua exactos vitae quos sorte cucurri,
 
te, deus omnipotens, placidus mihi, deprecor, adsis
 
adspiransque operi placita tibi coepta secundes,
 
effectum scriptis tribuens votisque profectum,
 
ut tua te merear percurrere dona iuvante.»

## Edizioni e traduzioni
- (LA) Paulini Petricordiae carmina rec. M. Petschenig. Orientii carmina rec. R. Ellis. Paulini Pellaei Eucharisticos rec. G. Brandes. Claudii Marii Victoris Alethia et Probae Cento rec. C. Schenkl, Pragae-Lipsiae, F. Tempsky-Freytag, 1888, SBN PUV0676863.
- (EN, LA) Decimus Magnus Ausonius, Ausonius with an English translation by Hugh G. Evelyn White in two volumes, vol. II with the Eucharisticus of Paulinus Pellaeus, London-New York, W. Heinemann-G.P. Putnam's sons, 1921, SBN TO01524452.
- (FR, LA) Paulin de Pella, Poème d'action de grâces et prière; introduction, texte critique, traduction, notes et index par Claude Moussy, Paris, Les éditions du Cerf, 1974, SBN PUV0012478.
- Paolino di Pella, Discorso di ringraziamento, a cura di Arnaldo Marcone, Fiesole, Nardini, 1995, SBN LO10367832.
- (LA) Paulinus Pellaeus, Carmina; accedunt duo carmina ex Cod. Vat. Urb. 533, a cura di Carlo M. Lucarini, Monachii et Lipsiae, in aedibus K.G. Saur, 2006, SBN BVE0425027.